# ناصر بنجلون التويمي
ناصر بنجلون التويمي (? - 7 نوفمبر 2020)، هو دبلوماسي مغربي تقلد عدة مناصب منها سفير المغرب لدى الأمم المتحدة بجنيف (1995-2001)، وسفير مساعد بالأمم المتحدة بنيويورك (1990-1995). وعمل أستاذًا للقانون بجامعة محمد الخامس بالرباط، ومستشارًا للمدير العام للمنظمة العالمية للتجارة بين 2002 و2004.

## وفاته
توفي يوم السيت 7 نوفمبر 2020 في العاصمة الرباط، إثر معاناة طويلة مع المرض، حسب ما عُلم لدى أسرته.